# Vârful de carbon 14 din 993-994

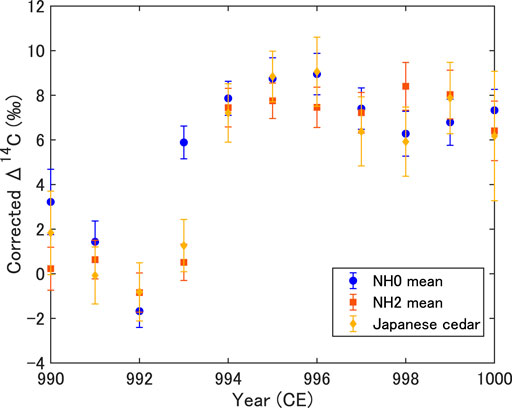
Punctele colorate reprezintă o regiune din jurul Suediei (NH0) și Japoniei (NH2). Punctele galbene reprezintă cedrul japonez analizat în cadrul studiului.

Vârful de carbon-14 din 993-994 a constituit o bruscă creștere a concentrației de carbon-14 observată în inelele arborilor datate 993 sau 994 d.Hr. După 774-775, acesta este și al doilea eveniment Miyake detectat, tot de către fiziciana Fusa Miyake și colegii săi.
De asemenea, ar putea fi rezultatul unei erupții solare puternice.

## Aplicații
Datorită vârfului abundenței carbonului-14, este posibil să se identifice inelul de creștere aferent anului 993 într-un copac care a trăit la sfârșitul secolului al X-lea.
Acest lucru poate fi utilizat în dendrocronologie pentru a determina anul în care a fost tăiat un copac datând din această perioadă; o metodă care a fost utilizată, într-o lucrare științifică, în 2021, pentru a data situl arheologic de la L'Anse aux Meadows, singurul sit scandinav precolumbian atestat în Lumea Nouă, la anul 1021.